# Charles-Mathias Simons
Pour les articles homonymes, voir Simons.
Charles-Mathias Simons, né le 27 mars 1802 à Bitburg (France) et mort le 5 octobre 1874 à Luxembourg (Luxembourg), est un homme d'État luxembourgeois.

## Biographie
- 1823 : docteur en droit à l’Université de Liège
- 1824 : avocat au barreau du Tribunal de première instance à Diekirch
- 1831 : 
  - délégué de l’arrondissement électoral de Diekirch au Congrès national à Bruxelles
  - participe à l’élaboration et au vote de la Constitution belge
- 1836–1837: membre du Conseil provincial
- 1841 : devient membre de l’Assemblée des États
- 1843–1848 : membre du Conseil de gouvernement
- 1848 :
  - membre de l’Assemblée constituante
  - 1er août – 2 décembre : administrateur général des Affaires communales
- 1853–1860 : président du Gouvernement et ministre d’État
- 1860–1874 : membre du Conseil d’État
- 1869-1870 (05.01 - 05.01) : président du Conseil dÉtat